# 真和志
真和志（まわし、沖縄語：まーじ）は、沖縄県那覇市中央部にある地区。かつては独立した市である真和志市（まわしし）として存在したが、1957年に那覇市と合併した。
真和志という名は現在では小学校、中学校、高等学校や那覇市役所の支所名などの名称のみに残る。また、名に真和志と付く町は、この地区に存在しない。（那覇市首里に「首里真和志町（しゅりまわしちょう）」がある。）

## 位置
那覇市の首里地区（旧：首里市）以西で、北西部は字安謝・天久・銘苅・現在のおもろまち・安里を西限とし、南西部の境界は国道330号線とほぼ一致する。南端は国場川が流れ、北端は浦添市（旧：浦添村）に接する。
行政では一般的に真和志支所管内（まわしししょかんない）と呼ばれている。

## 特色
- 戦後の急激な宅地化により、スプロール現象が各地で発生し、道路や下水道の未整備地域が依然として存在する。
- 那覇市立病院、那覇警察署、那覇市民会館、那覇市民体育館など、那覇市の公共施設が多く存在する。
- 現在の那覇市安里1丁目・2丁目の一部は国際通りに位置し、再開発計画が予定されている。また、周辺は予備校も多い。
- 区域中央部を東西に横断する沖縄県道29号那覇北中城線（大道通り〜坂下通り）は、那覇の中心地と首里、中頭、島尻地区とを結ぶ重要な交通網で、交通渋滞も非常に多い。
- 現在は那覇市役所真和志支所の管轄にあり、那覇でも最も人口が密集している。

## 歴史
- かつては真和志間切だった。
- 1908年4月1日 島嶼町村制により島尻郡真和志村となる。
- 1953年10月1日 市制施行、真和志市となる。
- 1957年12月17日 那覇市に編入合併。

## 住居表示への移行
那覇市内は土地区画整備に伴い、住居表示へ逐次移行している（字◯◯→◯◯△丁目）。このため、同一地名でも住居表示と地番表示が混在している地域がある。
☆印は、住居表示実施地区。50音順。

### あ・か
- 安里（あさと）
  - 字安里
  - 安里1〜3丁目☆
- 上間（うえま）
  - 字上間
  - 上間1丁目☆
- 国場（こくば）
  - 字国場
- 古波蔵（こはぐら）
  - 古波蔵1〜2丁目☆※

### さ・た
- 識名（しきな）
  - 字識名
  - 識名1〜4丁目 ☆
- 大道（だいどう）
  - 字大道
- 壺屋（つぼや）
  - 壺屋2丁目☆※

### な・は
- 仲井真（なかいま）
  - 字仲井真
- 長田（ながた）
  - 長田1〜2丁目☆
- 繁多川（はんたがわ）
  - 繁多川1〜5丁目☆
- 古島（ふるじま）
  - 字古島
  - 古島1〜2丁目☆

### ま・や
- 真地（まあじ）
  - 字真地
- 松川（まつがわ）
  - 字松川
  - 松川1〜3丁目☆
- 真嘉比（まかび）
  - 真嘉比1〜3丁目☆（2〜3丁目の一部を除く)
- 松島（まつしま）
  - 松島1〜2丁目☆（一部を除く）
- 三原（みはら）
  - 三原1〜3丁目 ☆
- 寄宮（よりみや）
  - 字寄宮
  - 寄宮1〜3丁目☆
- 与儀（よぎ）
  - 字与儀
  - 与儀1〜2丁目☆

補足
- ※印-古波蔵3・4丁目、壺屋1丁目は本庁管内。
- 現在、古島真嘉比土地区画整理事業が進行中で、2014年3月に字真嘉比全域と字古島の一部は真嘉比1〜3丁目、松島1丁目の一部に住居表示変更された。現在の松島1〜2丁目は、当区間整理事業以降に古島・松川・真嘉比の一部が分離して新設された。
- 那覇市に編入合併前の真和志市では現在では本庁管内である安謝・天久・銘苅、現在のおもろまち一帯も市域だった。

## 行政

### 歴代市長
| 代 | 氏名     | 就任                      | 退任                       | 備考               |
| -- | -------- | ------------------------- | -------------------------- | ------------------ |
| 1  | 宮里栄輝 | 1953年（昭和28年）10月1日 | 1954年（昭和29年）9月21日  |                    |
| 2  | 翁長助静 | 1954年（昭和29年）9月25日 | 1957年（昭和32年）12月16日 | 翁長雄志の父、廃止 |

## 教育

### 大学
- 沖縄県立看護大学
- 沖縄大学

かつてあった大学
- 沖縄女子短期大学（2015年に島尻郡与那原町東浜へ移転）

### 高等学校
沖縄県の私立高等学校2校が立地（通信制を除く）。
- 沖縄県立沖縄工業高等学校
- 沖縄尚学高等学校
- 沖縄県立真和志高等学校（南風原町との境界線にまたがっているが、所在地は那覇市）
- 興南高等学校

かつてあった高校
- 沖縄女子短期大学附属高等学校（2008年より休校中だが、敷地は短大の移転と同時に消滅）

### 中学校
真和志地区はわずか約9平方kmの区域面積に、那覇市の中学校数の約半数を占め、また、中学校どうしが割と近くに位置しているところが多い。これは戦後、この地区に多くに人が移住してきたこともあり、1950〜60年代に各学校の生徒数増加で中学校を新設してきたからである。
- 那覇市立真和志中学校
- 那覇市立石田中学校
- 那覇市立寄宮中学校
- 那覇市立古蔵中学校
- 那覇市立松島中学校
- 那覇市立松城中学校
- 那覇市立仲井真中学校
- 沖縄尚学高等学校附属中学校
- 興南中学校

### 小学校
この地域も小学校どうしが300mも離れていないところもある。これは1950〜60年代にかけての児童数増加によって、幾つかの小学校が分離したためである。
- 那覇市立真嘉比小学校
- 那覇市立大道小学校
- 那覇市立松川小学校
- 那覇市立識名小学校
- 那覇市立真和志小学校
- 那覇市立与儀小学校

- 那覇市立松島小学校
- 那覇市立古蔵小学校
- 那覇市立上間小学校
- 那覇市立仲井真小学校
- 那覇市立真地小学校

## 交通

### 鉄道
- 沖縄都市モノレール線
  - 安里駅
  - おもろまち駅（所在地はおもろまちだが、真嘉比に接している）
  - 古島駅
  - 市立病院前駅

### 道路
- 国道329号
  - 那覇東バイパス・南風原バイパス
- 国道330号（ひめゆり通り・バイパス）
- 国道507号
  - 津嘉山バイパス
- 沖縄県道82号那覇糸満線（主要地方道）
- 沖縄県道29号那覇北中城線（主要地方道）
- 沖縄県道11号線
- 沖縄県道39号線（国際通り）
- 沖縄県道46号線
- 沖縄県道222号真地久茂地線

### 路線バス
那覇バス、沖縄バス市内線
- 1番・首里牧志線（那覇バス）
- 2番・識名開南線（那覇バス）
- 3番・松川新都心線（那覇バス）
- 4番・新川おもろまち線（那覇バス）
- 5番・識名牧志線（那覇バス）
- 6番・那覇おもろまち線（那覇バス）
- 7番・首里城下町（久茂地）線（沖縄バス）
- 8番・首里城下町（おもろまち）線（沖縄バス）
- 9番・小禄石嶺線（那覇バス）
- 11番・安岡宇栄原線（那覇バス）
- 12番・国場線（那覇バス）
- 13番・石嶺おもろまち線（那覇バス）
- 14番・牧志開南循環線（那覇バス）
- 15番・寒川線（那覇バス）
- 17番・石嶺（開南）線（那覇バス）
- 18番・首里駅線（沖縄バス）

沖縄本島南部方面（一部那覇空港・浦添方面も含む。ただし国道330号のみ通る路線は除く）
- 34番・糸満（東風平）線（沖縄バス）
- 35番・糸満（志多伯）線（沖縄バス）
- 37番・那覇〜新開線（東陽バス）
- 38番・志喜屋（与那原）線（東陽バス）
- 39番・南城線（沖縄バス）
- 40番・大里線（沖縄バス）
- 41番・つきしろの街線（沖縄バス）
- 45番・与根線（那覇バス）
- 50番・百名（東風平）線（琉球バス交通）
- 51番・百名（船越）線（琉球バス交通）
- 54番・前川線（琉球バス交通）
- 83番・玉泉洞線（琉球バス交通）
- 100番・津嘉山線（沖縄バス）
- 200番・糸満おもろまち線（沖縄バス）
- 235番・志多伯おもろまち線（沖縄バス）
- 309番・大里結の街線（沖縄バス）
- 334番・国立劇場おきなわ線（沖縄バス）
- 338番・斎場御嶽線（東陽バス）
- 339番・南城結の街線（沖縄バス）

沖縄本島中部・名護市方面（那覇空港方面も含む。ただし国道330号や国際通りのみ通る路線は除く）
- 25番・那覇普天間線（那覇バス）
- 30番・泡瀬東線（東陽バス）
- 97番・琉大（首里）線（那覇バス）
- 111番・高速バス（琉球バス交通・沖縄バス・那覇バス・東陽バス4社共同運行）
- 113番・具志川空港線（琉球バス交通）
- 117番・高速バス（美ら海直行）（琉球バス交通・沖縄バス・那覇バス3社共同運行）
- 123番・石川空港線（琉球バス交通）
- 125番・空港普天間線（那覇バス）
- 127番・屋慶名（高速）線（沖縄バス）
- 152番・イオンモール沖縄ライカム（高速）線（琉球バス交通）
- 191番・城間（一日橋経由）線（東陽バス）
- 333番・那覇西原（末吉）線（那覇バス）
- 346番・那覇西原（鳥堀）線（那覇バス）

## 名所・旧跡・祭事・催事
- 識名園
- 国際通り - 安里1・2丁目のみ
- 崇元寺石門 - ほぼ真和志地区と本庁（旧那覇）地区との境目にある
- 漫湖